# 西劳利
西劳利（Sirauli），是印度北方邦Bareilly县的一个城镇。总人口19021（2001年）。

## 人口
该地2001年总人口19021人，其中男性10139人，女性8882人；0—6岁人口3808人，其中男2007人，女1801人；识字率24.92%，其中男性为31.29%，女性为17.65%。